# Dafne menorquí
El Dafne menorquí (Daphne rodriguezii) és un petit arbust tortuós i poc lignificat endèmic de Menorca que es troba quasi exclusivament associat a Aro picti-Phillyreetum rodriguezii. Es troba a la vora de l'aladern menorquí, però només en el costat interior del matoll, on es troba protegit de la violència extrema del vent. Va ser descobert i descrit pel naturalista menorquí Joan Joaquim Rodríguez Femenias.

## Descripció
És un subarbust que arriba a una mida de fins a 0,5 m d'alçada, intricat, amb abundants branques laterals llenyoses, curtes, algunes –en desprendre's l'escorça– subpungents. Les tiges no estan densament foliades i són de to grisenc; els de l'any, tenen pèls adpresos –de 0,2 mm–; els vells, glabres. Les fulles medeixen uns 7-15 x 2-5 mm, són més o menys arrossegades i estan disposades en ramets curts –braquiblasts–, i també escampades a les tiges allargades de l'any, les primeres de l'any de suborbiculars a obovades, les altres d'obovades a el·líptiques, d'àpex més o menys arrodonides. Totes són de color verd obscur i brillants pel feix, pàl·lides i puntejades pel revers, amb el marge revolut i proveït –el mateix que la part basal del nervi mitjà pel revers– de pèls rectes –de 0,2 mm, amb base més o menys pustulada–. Tenen inflorescències terminals, que aviat són depassades per les tiges de l'any que continuen creixent i, en menor mesura, en braquiblasts, formant un fascicle de 1-3(5) flors, de vegades amb algun full bracteiforme –en realitat, escates del rovell hibernant–.
Les flors fan aproximadament 8-11 mm de longitud i són subsèssils. Tenen hipant d'uns 5-8 mm, persistent, pubescent per fora, verdusc –a vegades amb tint porpra–. Els sèpals mesuren 2-4 mm, i són ovats o el·líptics, obtusos, pubescents per fora, blancs o de color crema. El fruit, de 5 mm, és carnós, globós, molt escampadament pilós, vermellós o ataronjat, i està inclòs a l'hipant fins a la maduresa. Té una llavor ovoide 4 x 3 m.

## Taxonomia
Daphne rodriguezii la va descriure Juan Texidor i Cos l'any 1869, qui la va publicar a Revista dels Progressos de les Ciències Exactes, Físiques i Naturals.

### Citologia
Nombre de cromosomes de Daphne rodriguezii (Fam. Thymelaeaceae) i tàxons infraespecífics: 2n=18.

### Etimologia
El nom genèric Daphne apareix esmentat per primera vegada als escrits de Dioscórides, el metge, farmacèutic i botànic grec que practicava a l'antiga Roma. Probablement, en la denominació d'algunes plantes d'aquest gènere, es recorda la llegenda d'Apol·lo i Dafne. El nom Daphne en grec significa "llorer", i es va atribuir pel fet que fulles d'aquestes plantes són molt similars a les del llorer.
L'epítet rodriguezii s'atorga en honor del botànic que va descobrir l'arbust.

### Sinonimia
Daphne vellaeoides Barb.Rodr.